# Coupe-cigare

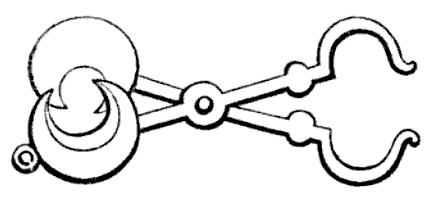
Illustration d'un coupe-cigare du XIXe siècle.

Un coupe-cigare est un instrument qui permet l'ouverture du cigare afin de le fumer ; il en existe de plusieurs types produisant des entailles différentes à la tête du cigare.

## Types

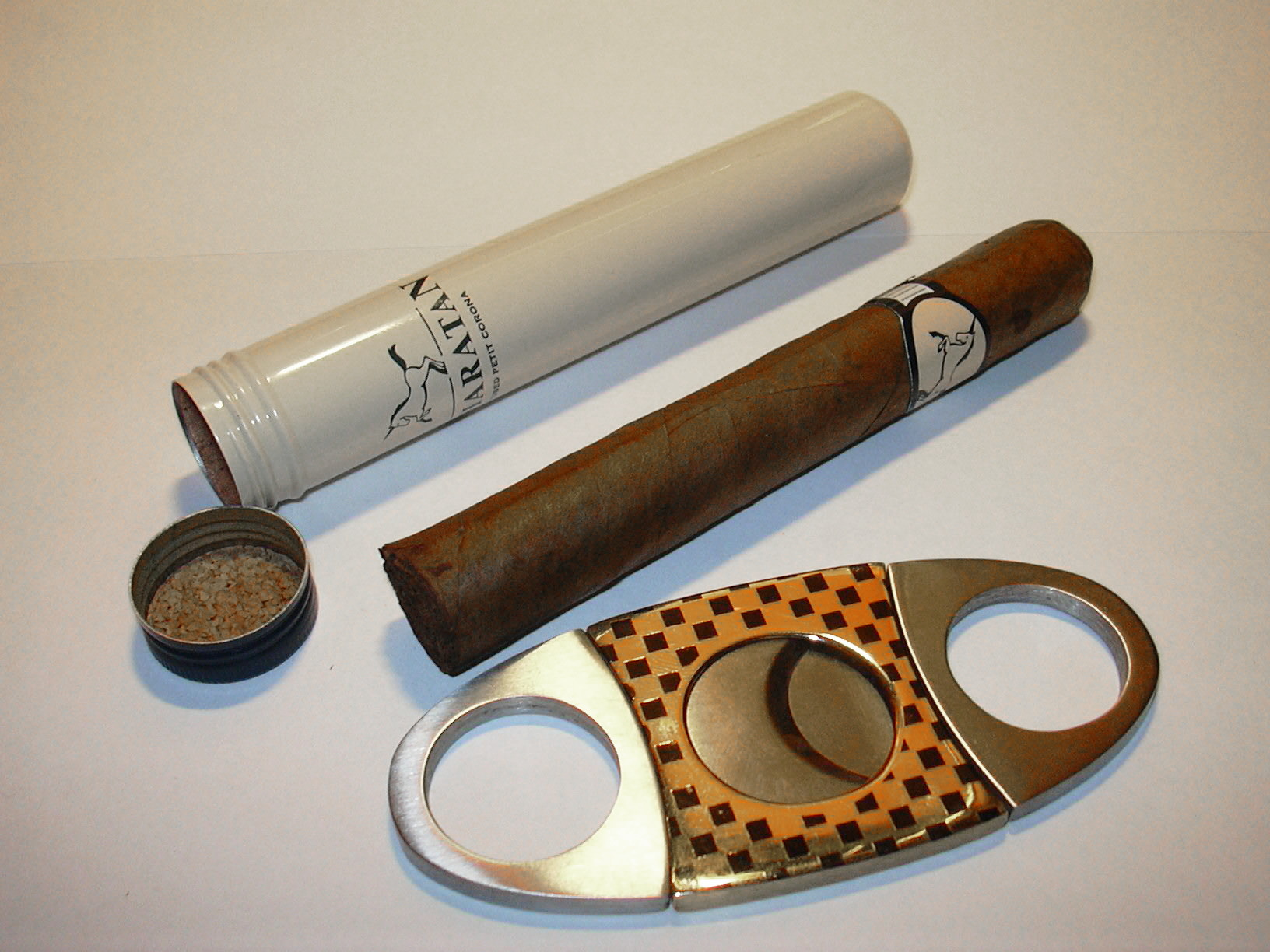
Tube à cigare et guillotine à double lame.

- Guillotine : massicot à simple ou double lame
- Ciseau à cigare
- Emporte-pièce ou perforeuse à cigares, qui perce au milieu de la tête du cigare.